# Ricardo Montalbán
Ricardo Gonzalo Pedro Montalbán y Merino, KSG⁠(d) (n. 25 noiembrie 1920, Torreón⁠(d), Coahuila de Zaragoza, Mexic – d. 14 ianuarie 2009, Los Angeles, California, SUA) a fost un actor mexicano-american de film și televiziune.
Acesta a interpretat diverse personaje pe parcursul carierei sale de șapte decenii, devenind cunoscut pentru rolurile lui Armando din Evadare din planeta maimuțelor (1971) și Cucerirea planetei maimuțelor (1972), respectiv Khan Noonien Singh⁠(d) în serialul de televiziune Star Trek (1967) și în filmul Star Trek II: Furia lui Khan (1982). În anii 1970 și 1980, acesta a fost purtător de cuvânt în reclamele auto ale companiei Chrysler.
Montalbán l-a interpretat pe Dl. Roarke în serialul de televiziune Fantasy Island⁠(d) (1977–1984). A câștigat un premiu Emmy pentru rolul său din miniseria How the West Was Won⁠(d) (1978) și un premiu pentru întreaga carieră din partea Screen Actors Guild⁠(d) în 1993. 

## Biografie
Montalbán s-a născut pe 25 noiembrie 1920 în Mexico City și a crescut în Torreón⁠(d). Fiul imigranților spanioli Ricarda Merino Jiménez și Genaro Balbino Montalbán Busano, a fost crescut de tatăl său în credința catolică. S-a născut cu o malformație arterio-venoasă⁠(d) la coloana vertebrală. Montalbán a avut o soră, Carmen, și doi frați, Pedro și Carlos⁠(d). În adolescență, s-a mutat în Los Angeles pentru a locui cu Carlos. Cei doi s-au mutat în New York City în 1940, iar Montalbán a obținut un rol minor în piesa de teatru Her Cardboard Lover.

## Cariera
În 1941, Montalbán a apărut în piese de teatru muzicale de trei minute produse pentru tonomatele de film⁠(d) Soundies⁠(d). A apărut în numeroase astfel de producții newyorkeze în calitate de figurant sau membru al unui ansamblu coral numit Men and Maids of Melody, însă a avut rolul principal în He's a Latin from Staten Island (1941).

### Mexic
În același an, Montalbán a revenit în Mexic, deoarece mama sa era muribundă. Aici a interpretat o duzină de roluri în filme spaniole și a devenit  celebru în țara natală. A avut un rol nemenționat în filmul Cei trei muschetari⁠(d) (1942) alături de actorul Cantinflas. Montalbán a mai apărut în El verdugo de Sevilla⁠(d) (1942), The Saint Who Forged a Country⁠(d)  (1942) și La razón de la culpa⁠(d) (1943).
A intrat în atenția publicului mexican cu rolul din Santa⁠(d) (1943), filmul regizorului expat Norman Foster⁠(d). A urmat un rol secundar în Cinco fueron escogidos⁠(d) (1943). Câțiva regizori americani au turnat în Mexic un film intitulat Five Were Chosen (1944) despre Iugoslavia în Al Doilea Război Mondial. Montalbán a avut un rol secundunar în această producție.
Foster i-a oferit un al doilea rol principal în The Escape⁠(d)  din 1944 (alias La Fuga). De asemenea, acesta a obținut roluri în Cadetes de la naval (1945), Nosotros (1945), The Hour of Truth⁠(d) (1945), The House of the Fox⁠(d) (1945), Pepita Jimenez (1946) și Fantasía ranchera (1947).

### Metro-Goldwyn-Mayer
Filmele sale au fost vizionate de studioul Metro-Goldwyn-Mayer, la momentul respectiv aflat în căutarea unui actor potrivit pentru rolul de toreador în filmul Fiesta⁠(d) (1947). Montalbán a fost selectat, iar lungmetrajul s-a dovedit atât de popular încât compania a încheiat un contract pe termen lung cu acesta.
Studioul i-a oferit un rol alături de Esther Williams în On an Island with You⁠(d) (1948), iar apoi a apărut în filmul muzical The Kissing Bandit⁠(d) (împreună cu Frank Sinatra) și în Neptune's Daughter⁠(d) (1949). 
Primul rol principal al lui Montalbán a fost în filmul noir Border Incident⁠(d) (1949), fiind coleg de platou cu actorul George Murphy⁠(d). Regizat de Anthony Mann, a fost unul dintre filmele cu buget redus realizat sub supervizarea lui Dore Schary⁠(d). Montalbán a fost primul actor spaniol care a apărut pe coperta revistei Life pe 21 noiembrie 1949. „Am fost rege timp de o săptămână”, declara acesta. „Am crezut că ofertele vor curge, dar după o săptămână - nimic”.
Acesta a fost unul dintre soldații din filmul de război Câmp de bătălie (1949), un succes uriaș la box office. A interpretat un detectiv în Mystery Street⁠(d) (1950), film regizat de John Sturges⁠(d), dar producția a avut încasări slabe. A continuat să apară în Right Cross⁠(d) (1950; regizat de Sturges), Two Weeks with Love⁠(d) (1950; alături de Jane Powell⁠(d)).
Studioul Universal i-a împrumutat pe Montalbán și Cyd Charisse⁠(d) pentru filmul de aventură The Mark of the Renegade⁠(d) (1951). Odată întors la Metro-Goldwyn-Mayer, a apărut alături de Clark Gable în filmul de succes Across the Wide Missouri⁠(d) (1951). Montalbán a fost rănit în timpul filmărilor.
Au urmat roluri în My Man and I⁠(d) (1952; alături de Shelley Winters), Sombrero⁠(d) (1953) și Latin Lovers⁠(d) (1953; alături de Lana Turner). Toate lungmetrajele au avut încasări slabe la box office, iar compania i-a desfăcut contractul.
Montalbán a declarat ulterior că „am interpretat caricaturi ale persoanelor latine. În realitate, suntem toți familiști. Ar fi trebuit să am curajul lui Dolores Del Rio, care a revenit în Mexic și a obținut cele mai bune roluri ale carierei acolo”.

### Televiziune, Broadway și filme cu buget redus
După plecarea de la Metro-Goldwyn-Mayer, a realizat The Saracen Blade⁠(d) (1954) pentru regizorul Sam Katzman⁠(d), iar apoi s-a întors în Mexic pentru filmul Untouched⁠(d) (1954). A călătorit în Italia pentru lungmetrajul The Queen of Babylon⁠(d) (1954; alături de Rhonda Fleming⁠(d)) și a revenit în Mexic pentru A Life in the Balance⁠(d) (1955; cu Anne Bancroft).
În această perioadă, Montalbán a început să lucreze în televiziune, având roluri în emisiuni precum General Electric Theatre⁠(d), The Ford Television Theatre⁠(d), Celebrity Playhouse⁠(d), Climax!⁠(d), The 20th Century-Fox Hour⁠(d) (versiunile Broken Arrow și Five Fingers ), Chevron Hall of Stars⁠(d), Wagon Train⁠(d) și Schlitz Playhouse⁠(d).
În 1955, a apărut alături de Gloria DeHaven⁠(d) pe Broadway în piesa de teatru Seventh Heaven, fiind pusă în scenă de patruzeci și patru de ori. La Hollywood, a apărut în filmul thriller Three for Jamie Dawn⁠(d) (1956) al studioului Allied Artists.
Montalbán s-a întors în Italia pentru Desert Warrior⁠(d) (1957), iar apoi a interpretat un dansator japonez în filmul Sayonara⁠(d) din același an. A declarat ulterior că „am fost și sunt încă foarte mulțumit de interpretarea mea și întristat de acest lungmetraj. Speram la o nominalizare la Premiile Oscar, dar, din păcate, majoritatea scenelor mele au fost eliminate din film”.
Din 1957 până în 1959, Montalbán a jucat pe Broadway în piesa de teatru muzical Jamaica⁠(d). Interpretarea sa i-a adus o nominalizare la Premiile Tony.
Montalbán a continuat să fie invitat în seriale precum Colgate Theatre⁠(d), Playhouse 90⁠(d), Riverboat⁠(d), Adventures in Paradise⁠(d), Startime⁠(d), Death Valley Days⁠(d), Bonanza, Alfred Hitchcock Presents, The Christophers, The Dinah Shore Chevy Show⁠(d), The Loretta Young Show⁠(d), Zorro⁠(d), The Untouchables⁠(d), Checkmate⁠(d), Cain's Hundred⁠(d) și The Lloyd Bridges Show⁠(d).
Pe parcursul anilor 1960, acesta a avut roluri în Let No Man Write My Epitaph (1960), regizat de Sidney Lumet; Rage of the Buccaneers (1961), un film de aventură italian; Aventurile unui tânăr (1962); The Reluctant Saint (1963; cu Maximillian Schell) și Love is a Ball (1963; cu Glenn Ford).  De asemenea, a fost liderul amerindian Little Wolf în Cheyenne Autumn⁠(d) (1964), regizat de John Ford, și s-a întors în Mexic pentru a turna ¡Buenas noches, año nuevo! (1964). A avut roluri secundare în The Money Trap⁠(d) (1965), Madame X⁠(d) (1966) și The Singing Nun⁠(d) (1966; cu Debbie Reynolds).

### Fantasy IslandșiStar Trek II
Cele mai cunoscute roluri ale carierei sale sunt Dl. Roarke, personaj al popularului serial de televiziune Fantasy Island (1977-1984), și Khan Noonien Singh din episodul „Sămânța cosmică” (1967) al serialului Star Trek, rol reluat în lungmetrajul Star Trek II: Furia lui Khan din 1982.
La momentul filmării lungmetrajului, existau zvonuri conform cărora Montalbán ar fi utilizat proteze musculare pentru a-și mări pieptul. Regizorul Nicholas Meyer a infirmat zvonurilor, menționând că actorul în vârstă de 60 de ani urma un regim riguros de antrenament, iar pieptul său era natural. Costumul lui Khan a fost conceput special pentru a scoate în evidență fizicul lui Montalbán. Interpretarea sa a primit recenzii pozitive din partea criticilor. Christopher Null⁠(d) l-a descris pe Khan drept „cel mai important rol al carierei lui Montalbán”.
Montalbán a acceptat oferta în ciuda unei reduceri semnificative a remunerației sale, deoarece îi plăcea rolul și regreta că nu a interacționat în mod direct cu William Shatner; personajele celor doi nu se întâlnesc niciodată fața în față și scenele celor doi au fost filmate la câteva luni distanța una de alta din cauza programului lui Montalbán. Când Montalbán a apărut în episodul „McStroke⁠(d)” al serialului Family Guy în rolul unei vaci modificate genetic, personajul său a făcut mai multe referiri la personajul Khan.
Montalbán a jucat rolul răufăcătorului din Un polițist cu explozie întârziată⁠(d) (1988) și a apărut în serialele B.L. Stryker⁠(d), Verdict crimă, Hearts Are Wild⁠(d) și The Golden Palace⁠(d).

## Viața personală
Acesta s-a îndrăgostit de Georgiana Young⁠(d), sora vitregă a actrițelor Sally Blane, Polly Ann Young și Loretta Young, după ce a văzut filmul The Story of Alexander Graham Bell⁠(d) din 1939. Când cei doi s-au întâlnit, Montalbán a cerut-o în căsătorie în acea seară, declarând ulterior că „mi-a luat o săptămână să o conving”. S-au căsătorit în 1944 și au avut împreună patru copii: Laura, Mark, Anita și Victor. După 63 de ani de căsnicie, Young a murit în 2007 la vârsta de 83 de ani.
Montalbán a fost un catolic practicant, menționând odată că religia este cel mai important lucru din viața sa. A fost membru al Parohiei Bunul Păstor și al Catholic Motion Picture Guild din Beverly Hills, California. În 1998, Papa Ioan Paul al II-lea l-a numit Cavaler al Ordinului Sfântul Grigore cel Mare⁠(d) (KSG), cea mai înaltă onoare pe care o poate primi un laic romano-catolic din partea bisericii. În 1986, cu ocazia împlinirii a 100 de ani de la ridicarea Statuii Libertății, acesta a înregistrat un mesaj de interes public prin care celebra generozitatea și ospitalitatea Statelor Unite.
Autobiografia sa - Reflections: A Life in Two Worlds - a fost publicată în ianuarie 1980 de editura Doubleday.
A urmat o dietă strictă și un regim riguros de antrenament pe parcursul vieții sale. După lansarea filmului Star Trek II: Furia lui Khan, regizorul Nicholas Meyer a infirmat zvonurile conform cărora Montalbán a folosit proteze în timpul filmărilor.
În 2005, Montalbán urma să primească un doctorat onorific din partea Universității din New Mexico⁠(d), dar nu a putut participa la ceremonie din cauza unor circumstanțe atenuante. Pe 13 mai 2023, Montalbán a primit postum un doctorat onorific în litere umane de la UNM, acesta fiind ridicat de nepoata sa, Lydia Martinez.

## Moartea
Pe 14 ianuarie 2009, Montalbán a murit în casa sa din Los Angeles la vârsta de 88 de ani. Potrivit ginerelui său, Gilbert Smith, acesta a murit „de bătrânețe”. Cauza exactă a morții sale este insuficiența cardiacă congestivă. Este înmormântat în cimitirul Holy Cross⁠(d) din Culver City, California.
În filmul My Dinner with Hervé⁠(d) (2018), Montalbán a fost interpretat de Andy García.

## Filmografie

### Film
| An   | Titlu                                          | Rol                         | Note                    |
| ---- | ---------------------------------------------- | --------------------------- | ----------------------- |
| 1941 | Soundies                                       | Chorus Member / Crowd Extra | Piese de teatru muzical |
| 1942 | The Three Musketeers                           |                             | Nemenționat             |
| 1942 | El verdugo de Sevilla                          | Jacobito                    | Ricardo Montalvan       |
| 1942 | The Saint Who Forged a Country                 | Soldado                     | Nemenționat             |
| 1943 | La razón de la culpa                           | Anunciador en barco         | Nemenționat             |
| 1943 | Santa                                          | Jarameño                    |                         |
| 1943 | Cinco fueron escogidos                         | Stefan                      |                         |
| 1943 | Five Were Chosen                               |                             |                         |
| 1944 | The Escape                                     | Teniente                    |                         |
| 1945 | Cadetes de la Naval                            | Cadet Ricardo Almagro       |                         |
| 1945 | Nosotros                                       | Armando Suárez              |                         |
| 1945 | La hora de la verdad                           | Rafael Meija                |                         |
| 1945 | La casa de la zorra                            | Alberto Salcedo             |                         |
| 1946 | Pepita Jiménez                                 | Luis Vargas                 |                         |
| 1947 | Fantasía ranchera                              |                             |                         |
| 1947 | Fiesta                                         | Mario Morales               |                         |
| 1948 | On an Island with You                          | Ricardo Montez              |                         |
| 1948 | The Kissing Bandit                             | Fiesta Specialty Dancer     |                         |
| 1949 | Neptune's Daughter                             | José O'Rourke               |                         |
| 1949 | Border Incident                                | Pablo Rodriguez             |                         |
| 1949 | Battleground                                   | Rodriguez                   |                         |
| 1950 | Mystery Street                                 | Lieutenant Peter Morales    |                         |
| 1950 | Right Cross                                    | Johnny Monterez             |                         |
| 1950 | Two Weeks With Love                            | Demi Armendez               |                         |
| 1951 | The Mark of the Renegade                       | Marcos Zappa                |                         |
| 1951 | Across the Wide Missouri                       | Ironshirt                   |                         |
| 1952 | My Man and I                                   | Chu Chu Ramirez             |                         |
| 1953 | Sombrero                                       | Pepe Gonzales               |                         |
| 1953 | Latin Lovers                                   | Roberto Santos              |                         |
| 1954 | The Saracen Blade                              | Pietro Donati               |                         |
| 1954 | Sombra verde                                   | Federico Gascón             |                         |
| 1954 | Queen of Babylon                               | Amal                        |                         |
| 1955 | A Life in the Balance                          | Antonio Gómez               |                         |
| 1956 | Three for Jamie Dawn                           | George Lorenz               |                         |
| 1957 | Desert Warrior                                 | Prince Said                 |                         |
| 1957 | Sayonara                                       | Nakamura                    |                         |
| 1960 | Let No Man Write My Epitaph                    | Louie Ramponi               |                         |
| 1961 | Rage of the Buccaneers                         | Captain Gordon              |                         |
| 1962 | Hemingway's Adventures of a Young Man          | Major Padula                |                         |
| 1962 | The Reluctant Saint                            | Father Raspi                |                         |
| 1963 | Love Is a Ball                                 | Duke Gaspard Ducluzeau      |                         |
| 1964 | Cheyenne Autumn                                | Little Wolf                 |                         |
| 1964 | The Fantasticks                                | El Gallo                    | Film de televiziune     |
| 1964 | ¡Buenas noches, año nuevo!                     | Fernando                    |                         |
| 1965 | The Money Trap                                 | Pete Delanos                |                         |
| 1966 | Madame X                                       | Phil Benton                 |                         |
| 1966 | The Singing Nun                                | Father Clementi             |                         |
| 1967 | The Longest Hundred Miles                      | Father Sanchez              |                         |
| 1968 | Sol Madrid                                     | Jalisco                     |                         |
| 1968 | Blue                                           | Ortega                      |                         |
| 1969 | Sweet Charity                                  | Vittorio Vitale             |                         |
| 1969 | Desperate Mission                              | Joaquin Murrieta            | Film de televiziune     |
| 1971 | The Face of Fear                               | Sgt. Frank Ortega           | Film de televiziune     |
| 1971 | The Deserter                                   | Natachai                    |                         |
| 1971 | Escape from the Planet of the Apes             | Armando                     |                         |
| 1972 | Conquest of the Planet of the Apes             | Armando                     |                         |
| 1973 | The Train Robbers                              | The Pinkerton Man           |                         |
| 1974 | The Mark of Zorro                              | Captain Esteban             | Film de televiziune     |
| 1976 | Won Ton Ton, the Dog Who Saved Hollywood       | Silent Film Star            |                         |
| 1976 | Joe Panther                                    | Turtle George               |                         |
| 1977 | Mission to Glory: A True Story                 | General Lafuente            |                         |
| 1977 | Captains Courageous                            | Manuel                      | Film de televiziune     |
| 1982 | Star Trek II: The Wrath of Khan                | Khan Noonien Singh          |                         |
| 1984 | Cannonball Run II                              | King                        |                         |
| 1988 | The Naked Gun: From the Files of Police Squad! | Vincent Ludwig              |                         |
| 2002 | Spy Kids 2: The Island of Lost Dreams          | Grandpa Valentin Avellan    |                         |
| 2003 | Spy Kids 3-D: Game Over                        | Grandpa Valentin Avellan    |                         |
| 2006 | The Ant Bully                                  | The Head of Council         | Voce; rol final de film |

### Televiziune
| An        | Titlu                          | Rol                                            | Note                                                          |
| --------- | ------------------------------ | ---------------------------------------------- | ------------------------------------------------------------- |
| 1955      | The Ford Television Theatre    | Carlos Cortez                                  | Episodul: "Cardboard Casanova"                                |
| 1955      | Climax!                        | Pete McLean                                    | Episodul: "The Mojave Kid"                                    |
| 1956      | General Electric Theater       | Esteban Espinosa                               | Episodul: "Esteban's Legacy"                                  |
| 1956      | Celebrity Playhouse            |                                                | Episodul: "The Foreigner"                                     |
| 1956      | Chevron Hall of Stars          |                                                | 2 Episoade "Hour of Truth" și "The Secret Weapon of 117"      |
| 1956      | Climax!                        | Joe Bermudes                                   | Episodul: "Island in the City"                                |
| 1956      | The Ford Television Theatre    | Carlos Dominguez                               | Episodul: "Lady in His Life"                                  |
| 1956      | The 20th Century-Fox Hour      | Cicero & Cochise                               | 2 Episoade: "Operation Cicero" și "Broken Arrow"              |
| 1957      | Wagon Train                    | Jean LeBec                                     | Episodul: "The Jean LeBec Story"                              |
| 1957      | Schlitz Playhouse              | Pietro                                         | Episodul: "Storm Over Rapallo"                                |
| 1957      | Playhouse 90                   | Teddy Green                                    | Episodul: "Child of Trouble"                                  |
| 1958      | Colgate Theatre                | Tio                                            | Episodul: "Tonight in Havana"                                 |
| 1959      | Adventures in Paradise         | Henri Privaux                                  | Episodul: "The Derelict"                                      |
| 1959      | Riverboat                      | Lt. Andre B. Devereaux                         | Episodul: "A Night at Trapper's Landing"                      |
| 1959      | Playhouse 90                   | Vicente Hidalgo                                | Episodul: "Trouble for Three"                                 |
| 1960      | Alfred Hitchcock Presents      | Tony "Pepe" Lorca                              | Episodul: "Outlaw in Town"                                    |
| 1960      | Death Valley Days              | Joaquin Murietta                               | Episodul: "Eagle in the Rocks"                                |
| 1960      | Bonanza                        | Matsou                                         | Episodul: "Day of Reckoning"                                  |
| 1960      | Play of the Week               | Bandit Tasmoro                                 | Episodul: "Rashomon"                                          |
| 1960      | Startime                       | Turk                                           | Episodul: "Jeff McLeod, the Last Reb"                         |
| 1960      | Roshomon                       |                                                | Film de televiziune                                           |
| 1960      | Hamlet                         | Claudius                                       | Film de televiziune                                           |
| 1961      | The Dinah Shore Chevy Show     | Karl Steiner                                   | 1 episod                                                      |
| 1961      | The Untouchables               | Frank Makouris                                 | Episodul: "Stranglehold"                                      |
| 1962      | Cain's Hundred                 | Vincent Pavanne                                | Episodul: "A Creature Lurks in Ambush"                        |
| 1962      | The Lloyd Bridges Show         | Navarro                                        | Episodul: "War Song"                                          |
| 1962      | The Virginian                  | Enrique Cuellar                                | Episodul: "The Big Deal"                                      |
| 1963      | Ben Casey                      | Henry Davis                                    | Episodul: "Six Impossible Things Before Breakfast"            |
| 1964      | The Lieutenant                 | Pfc. John Reading                              | Episodul: "Tour of Duty"                                      |
| 1964      | The Defenders                  | "Spanish John" Espejo                          | Episodul: "Whitewash"                                         |
| 1964      | The Man from U.N.C.L.E.        | Satine                                         | Episodul: "The Dove Affair"                                   |
| 1966      | The Wild Wild West             | Colonel Noel Bartley Vautrain                  | Episodul: "The Night of the Lord of Limbo"                    |
| 1966      | Dr. Kildare                    | Damon West                                     | 4 episoade                                                    |
| 1966      | The Man from U.N.C.L.E.        | Delgado                                        | Episodul: "The King of Diamonds Affair"                       |
| 1966      | Daniel Boone                   | Count Alfonso De Borba                         | Episodul: "The Symbol"                                        |
| 1966      | I Spy                          | General Vera                                   | Episodul: "Magic Mirror"                                      |
| 1967      | Star Trek                      | Khan Noonien Singh                             | Episodul: "Space Seed"                                        |
| 1967      | Mission: Impossible            | Gerard Sefra                                   | Episodul: "Snowball in Hell"                                  |
| 1967      | Combat!                        | Barbu                                          | Episodul: "Gadjo"                                             |
| 1968      | Ironside                       | Sgt. Al Cervantes                              | Episodul: "The Sacrifice"                                     |
| 1968      | The High Chaparral             | El Tigre                                       | Episodul: "Tiger by the Tail"                                 |
| 1968      | It Takes a Thief               | Nick Grobbo                                    | 2 episoade                                                    |
| 1968      | The Virginian                  | Louis Boissevain                               | Episodul: "The Wind of Outrage"                               |
| 1968      | Hawaii Five-O                  | Tokura                                         | Episodul: "Samurai"                                           |
| 1968      | The High Chaparral             | Padre Sanchez                                  | Episodul: "Our Lady of Guadalupe"                             |
| 1970      | Gunsmoke                       | Chato                                          | Episodul: "Chato"                                             |
| 1970      | Marcus Welby, M.D.             | Rick Rivera                                    | Episodul: "Labyrinth"                                         |
| 1971      | The Doris Day Show             | Richard Cordovan                               | Episodul: "Billy's First Date"                                |
| 1972      | Here's Lucy                    | Prince Phillip Gregory Hennepin of Montalbania | Episodul: "Lucy and Her Prince Charming"                      |
| 1972      | Hawaii Five-O                  | Alex Pareno                                    | Episodul: "Death Wish on Tantalus Mountain"                   |
| 1973      | Griff                          |                                                | Episodul: "Countdown to Terror"                               |
| 1973      | Death Follows the Psycho       | Human Time Bomb                                |                                                               |
| 1974      | Wonder Woman                   | Abner Smith                                    | Episod pilot                                                  |
| 1975      | Switch                         | Jean-Paul                                      | Episodul: "Kiss of Death"                                     |
| 1976      | Columbo                        | Luis Montoya                                   | Episodul: "A Matter of Honor"                                 |
| 1976-1977 | Executive Suite                | David Valerio                                  | 8 episoade                                                    |
| 1977      | Police Story                   | Major Sergio Flores                            | Episodul: "Hard Rock Brown"                                   |
| 1978      | How the West Was Won           | Satangkai                                      | 4 episoade                                                    |
| 1978–1984 | Fantasy Island                 | Mr. Roarke                                     | 124 de episoade                                               |
| 1985–1987 | The Colbys                     | Zachary "Zach" Powers                          | 48 de episoade                                                |
| 1986      | Dynasty                        | Zachary "Zach" Powers                          | 2 episoade                                                    |
| 1990      | B.L. Stryker                   | Victor Costanza                                | Episodul: "High Rise"                                         |
| 1990      | Murder, She Wrote              | Vaacclav Maryska                               | Episodul: "Murder in F Sharp"                                 |
| 1991      | Cadena braga                   | Marcel                                         | Telenovelă                                                    |
| 1991      | Dream On                       | Alejandro Goldman                              | Episodul: "The Second Greatest Story Ever Told"               |
| 1993      | The Golden Palace              | Lawrence Gentry                                | Episodul: "Senor Stinky Learns Absolutely Nothing About Life" |
| 1994      | Heaven Help Us                 | Mr. Shepherd                                   | 13 episoade                                                   |
| 1995–1996 | Freakazoid!                    | Armando Gutierrez                              | Voce, 5 episoade                                              |
| 1997      | Chicago Hope                   | Colonel Martin Nieves                          | Episodul: "Colonel of Truth"                                  |
| 1998      | Love Boat: The Next Wave       | Manuel Kaire                                   | Episodul: "Getting to Know You"                               |
| 2000      | Buzz Lightyear of Star Command | Vartkes                                        | Voce, episodul: "Lone Wolf"                                   |
| 2001      | Titans                         | Mr. Sanchez                                    | Episodul: "Someone Wicked This Way Comes"                     |
| 2002      | Dora the Explorer              | El Encantador                                  | Voce, episodul: "The Missing Piece"                           |
| 2002–2007 | Kim Possible                   | Señor Senior Sr.                               | Voce, 5 episoade                                              |
| 2003      | The Brothers García            | Raul Apodaca                                   | Episodul: "The Spin Zone"                                     |
| 2008      | Family Guy                     | The Cow                                        | Voce, episodul: "McStroke"                                    |
| 2009      | American Dad!                  | General Juanito Pequeño                        | Voce, episodul: "Moon Over Isla Island" (rol final)           |
| 2019      | Star Trek: Short Treks         | Khan Noonien Singh                             | Arhivă audio Episodul: "Ephraim and Dot" (postum)             |